# Stephen Addiss
Stephen „Steve“ Addiss (* 2. April 1935 in New York City; † 11. Mai 2022) war ein US-amerikanischer Kunstwissenschaftler, Musiker, Komponist, Lyriker, Maler, Grafiker, Kalligraph und Keramiker.

## Wirken
Addiss studierte zunächst Komposition bei Walter Piston an der Harvard University (Bachelor 1957) und bei John Cage, mit dem er bis zu dessen Tod 1992 befreundet war, an der New School in New York. Siebzehn Jahre lang arbeitete er als Gitarrist und Sänger mit dem Folksänger Bill Crofut zusammen. Als Addiss & Crofut tourten sie durch Afrika, Asien, Europa und die Vereinigten Staaten, traten in Fernsehshows auf und veröffentlichten 14 LPs.
Ab 1971 nahm Addiss am Graduiertenprogramm der University of Michigan teil und erwarb den Master- und Doktorgrad in asiatischer Kunstgeschichte und Musikwissenschaft. 1977 begann er an der University of Kansas zu unterrichten, von 1992 bis zu seiner Emeritierung hatte er die Tucker-Boatwright-Professur für Kunst an der University of Richmond inne. Er ist Herausgeber und Autor zahlreicher Bücher zur japanischen und chinesischen Kunst und Kultur und veranstaltete Ausstellungen zu der Thematik.
Neben Kompositionen und Arrangements für das Duo Addiss & Crofut komponierte Addiss auch Kammermusik, Lieder und Schauspielmusiken. Seine Gemälde, Grafiken und kalligraphischen Werke wurden bei Ausstellungen u. a. in China, Japan, Taiwan, Singapur, Korea, England, Frankreich, Deutschland, Österreich und in den USA gezeigt. Bekannt wurde er auch als Autor von Haikus und Haigas (einer Kombination von Haikus mit Bildern) sowie als Keramiker.

## Schriften
- The Sound of One Hand: Paintings and Calligraphy by Zen Master Hakuin (mit Audrey Yoshiko Seo), 2010
- Stitching Speechless. 2009
- Haiku: An Anthology of Japanese Poems (mit Fumiko und Akira Yamamoto), 2009
- Zen Art Book (mit John Daido Loori), 2009
- John Cage Zen Ox-Herding Pictures (mit Ray Kass), 2009
- Zen Sourcebook (mit Stanley Lombardo und Judith Roitman), 2008
- Mountains of the Heart (mit Faksimile des Buches von Kameda Bōsai aus dem Jahr 1816), 2007
- The Zen Art Box (mit John Daido Loori), 2007
- Haiku Humor (mit Fumiko und Akira Yamamoto), 2007
- 77 Dances: Japanese Calligraphy by Poets, Monks, and Scholars, 1568–1868, 2006
- Traditional Japanese Arts and Culture: An Illustrated Sourcebook (Mitherausgeber), 2006
- The Art of Chinese Calligraphy, 2005
- Haiku Landscapes (mit Fumiko und Akira Yamamoto), 2002
- Lao Tzu: Tao Te Ching (Übersetzung ins Portugiesische nach Stephen Addiss und Stanley Lombardo, mit 21 Tuschezeichnungen von Stephen Addiss), 2002
- Old Taoist: The Life, Art, and Poetry of Kodojin (mit Jonathan Chaves), 2000
- The Resonance of the Qin in Far Eastern Art, 1999
- Three Three Three, 1999
- Haiku People (mit Fumiko und Akira Yamamoto), 1998
- The Art of 20th-Century Zen (mit Audrey Yoshiko Seo), 1998
- Six Directions (Illustrator), 1997
- River of Stars (Illustrator), 1997
- How to Look at Japanese Art (mit Audrey Yoshiko Seo), 1996
- A Haiku Garden (mit Fumiko und Akira Yamamoto), 1996
- Haiga: Takebe Socho and the Haiku-Painting Tradition, 1995
- Four Huts (Illustrator), 1994
- Tao Te Ching (Übersetzung mit Stanley Lombardo, Illustrator), 1993
- Phoenix Papers: 26 Lawrence Poets (Mitherausgeber, Mitautor und Illustrator), 1993
- Art History and Education (mit Mary Erickson), 1993
- A Haiku Menagerie (mit Fumiko und Akira Yamamoto), 1992
- Narrow Road to the Interior (Illustrator), 1991
- Shisendo: Hall of the Poetry Immortals (Koautor), 1991
- The Art of Zen: Paintings and Calligraphy by Japanese Monks, 1600–1925, 1989
- Tall Mountains and Flowing Waters: The Arts of Uragami Gyokudō, 1987
- Japanese Quest for a New Vision: The Impact of Visiting Chinese Painters 1600–1900 (Hrsg. und Koautor), 1986
- Japanese Ghosts and Demons (Hrsg. und Koautor), 1985
- The World of Kameda Bōsai, 1984
- A Myriad of Autumn Leaves (Koautor), 1983
- Samurai Painters (mit G. Cameron Hurst III), 1983
- Japanese Paintings 1600–1900 from the New Orleans Museum of Art (Hrsg. und Koautor), 1982
- Tokaido: On the Road: Pilgrimage, Travel and Culture (Hrsg. und Vorwort), 1982
- Masterpieces of Sung and Yuan Dynasty Calligraphy (mit Kwan S. Wong), 1981
- One Thousand Years of Art in Japan (Hrsg. und Koautor), 1981
- Tokaido: Adventures on the Road in Old Japan (Hrsg. und Koautor), 1980
- A Japanese Eccentric: The Three Arts of Murase Taiitsu, 1979
- Obaku: Zen Painting and Calligraphy, 1978
- Nanga Paintings, 1976
- Zenga and Nanga: Paintings by Japanese Monks and Scholars, 1976
- Japanese Calligraphy, 1975
- Buson and His Followers (Koautor), 1974

## Kompositionen
- Three Piano Pieces
- Old Trees in Lonely Springtime
- The Snail and Alone, Silently
- Transformations and Fantasy for sextet
- Trio for Violin, Flute, and Cello
- Three Buddhist Meditations for Solo Cello and Chorus
- Kyrie, Sanctus and Agnus Dei for Mezzo Soprano, 3 Cellos and Women’s Chorus
- Nine + Nine Haiku for two sopranos and ‘cello
- Aleatory Music for Dancers, Singers and Musicians
- Sonata for Cello and Piano
- Dialogue, Interlude and Passacaglia for two oboes and cello
- Music to Tennessee Williams' “The Purification”
- Music to “The Tempest” and “Merchant of Venice”
- Songs for Tenor and Chamber Orchestra from Thomas Campion
- Music to “Oedipus at Colonus”
- Three Excerpts from a Chamber Opera
- Songs from Yeats Plays
- Fantasy for Piano
- Three Duets for Solo Cello
- Music to “Medea”
- Adagio for Four Clarinets
- Serenade, Nocture and Albada for Oboe, Bassoon and Strings
- Lines in the Sea for six instruments and dancers
- Homage to Pindar for solo flute
- Idyll of Theocratus
- Three Songs to Japanese Women Poets
- Three Odes of Horace